# Bure (étoffe)
Pour les articles homonymes, voir Bure.

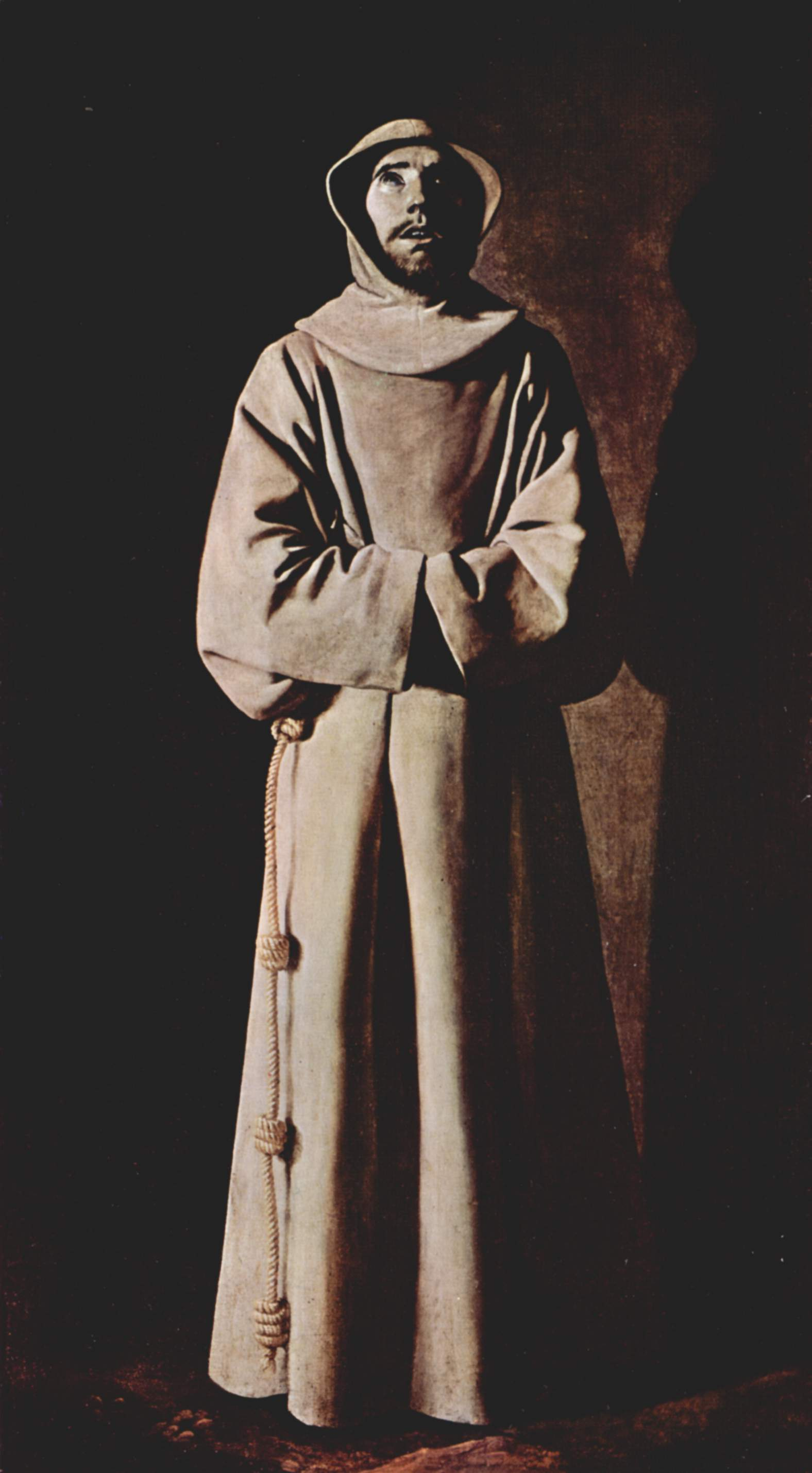
François d'Assise en robe de bure par Francisco de Zurbarán.

La bure est un tissu de laine assez grossier. Cette étoffe sert de base à la confection de vêtements religieux, en particulier les frocs de moine.

## Définition
Le mot bure vient du qualificatif « burel » donné aux laines de couleur grise, brun ou noir.
Bure et bureau ont la même étymologie. Désignant à l'origine l'étoffe recouvrant une table de travail, le mot  bureau a ensuite, par métonymies successives, désigné la table de travail elle-même, puis la pièce où elle se trouve, puis un lieu de travail administratif en général (aller au bureau), voire une administration elle-même (bureau des douanes).